# Spalding Gray
Pour les articles homonymes, voir Gray.
Spalding Gray est un acteur américain né le 5 juin 1941 à Providence aux États-Unis et mort le 10 janvier 2004 à New York.

## Filmographie
- 1983 : Variety de Bette Gordon  (voix)
- 1984 : La Déchirure (The Killing Fields), de Roland Joffé : consul américain
- 1987 : Swimming to Cambodia de Jonathan Demme (+ scénario) : lui-même
- 1988 : Le Secret de Clara (Clara's Heart), de Robert Mulligan : Peter Epstein
- 1994 : Le Journal (The Paper), de Ron Howard : Paul Bladden
- 1997 : Gray's Anatomy de Steven Soderbergh (documentaire) : voix
- 1997 : Bliss de Lance Young
- 1999 : Coming Soon de Colette Burson (en) : Mr Jennings
- 2001 : Julie Johnson de Bob Gosse : Mr Miranda
- 2001 : Kate et Léopold (Kate & Leopold), de James Mangold : Dr Geisler
- 2001 : How High de Jesse Dylan : Pr Jackson